# 32618 Leungkamcheung
32618 Leungkamcheung è un asteroide della fascia principale. Scoperto nel 2001, presenta un'orbita caratterizzata da un semiasse maggiore pari a 2,7004479 UA e da un'eccentricità di 0,0222550, inclinata di 1,55390° rispetto all'eclittica.